# Цаликов, Кантемир Александрович

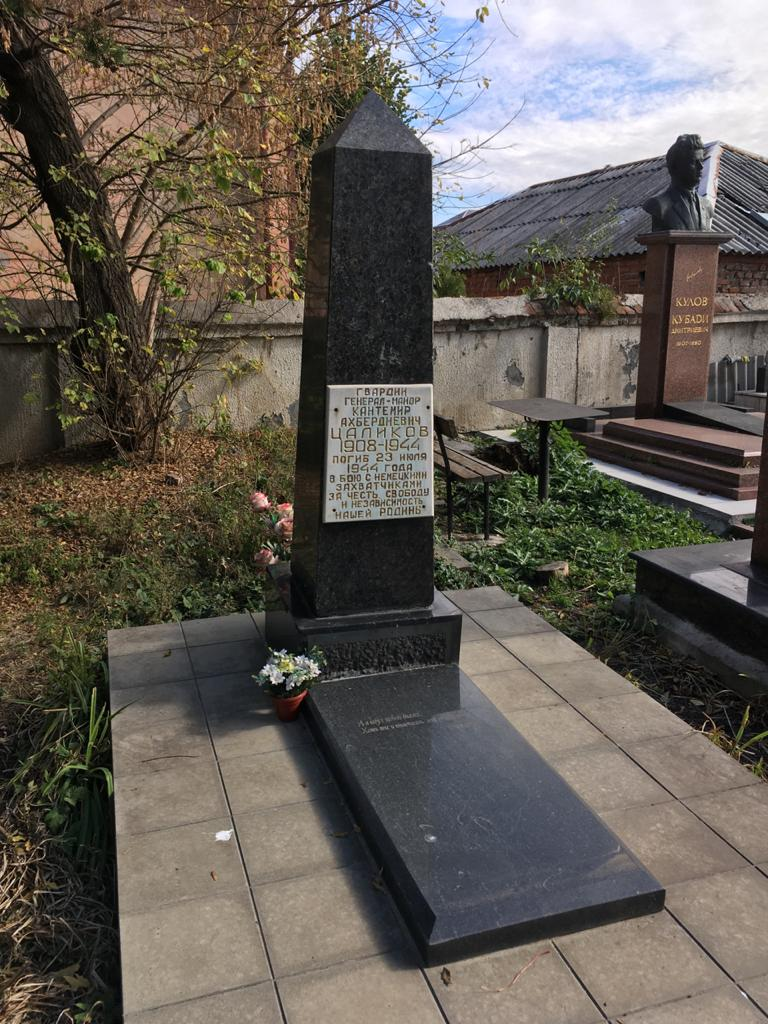
Могила Кантемира Цаликова в ограде Осетинской церкви. Памятник культурного наследия федерального значения.

Кантеми́р Алекса́ндрович Ца́ликов (осет. Цæлыккаты Ахберды фырт Хъантемыр; 10 апреля 1908 года, село Ногкау, ныне Алагирский район, Северная Осетия — 21 июля 1944 года) — советский военный деятель, Генерал-майор (27 ноября 1942 года), Герой Советского Союза (10 сентября 1943 года).

## Биография
Родился 10 апреля 1908 года в селе Ногкау ныне Алагирского района Северной Осетии.
В октябре 1929 года был призван в ряды РККА, после чего был направлен на учёбу в Закавказскую пехотную школу, после окончания которой в марте 1932 года был направлен в 240-й стрелковый полк (80-я стрелковая дивизия, Украинский военный округ), где служил на должностях командира стрелкового и учебного взводов, командира и политрука роты. За успехи в боевой подготовке в 1934 году Цаликов был награждён орденом Красной Звезды.
В мае 1935 года был направлен на учёбу в Военную академию имени М. В. Фрунзе, после окончания которой в августе 1938 года был назначен на должность старшего помощника начальника отделения 1-го отдела штаба Дальневосточного фронта, в сентябре — на должной начальника штаба 1-й отдельной стрелковой бригады (1-я Отдельная Краснознамённая армия), а в октябре 1939 года — на должность начальника штаба 176-й стрелковой дивизии (35-й стрелковый корпус, Одесский военный округ).
Великая Отечественная война
С началом войны Цаликов находился на прежней должности. В июне дивизия была включена в состав 9-й армии (Южный фронт), после чего участвовала в ходе приграничного сражения, во время которого вела оборонительные боевые действия по восточному берегу реки Прут, отражая наступление войск противника юго-западнее Кишинёва. Во время данных боевых действий Цаликов был назначен на должность командира 591-го стрелкового полка вместо выбывшего по ранению командира полка, после чего проявил храбрость и отвагу в боевых действиях в районе м. Скуляны, а затем организовал переправу через Днестр 591-го стрелкового и 300-го артиллерийского полков.
В сентябре Цаликов был назначен на должность командира 377-й стрелковой дивизии, которая с декабря вела оборонительные боевые действия по реке Волхов, а с января по октябрь 1942 года активно действовала в ходе Любанской и Синявинской наступательных операций. За умелое руководство дивизией Кантемир Александрович Цаликов был награждён орденом Красного Знамени.
В сентябре был назначен на должность командира 3-й гвардейской стрелковой дивизии, которая участвовала в ходе Сталинградской битвы, а также в Ростовской наступательной операции и освобождении Новочеркасска. С августа 1943 года вела боевые действия в ходе Донбасской, Мелитопольской и Крымской наступательных операций, а также при освобождении городов Волноваха, Большой Токмак и Каховка. За особые отличия при освобождении Волновахи дивизии было присвоено почетное наименование «Волновахская». 13 апреля 1944 года передовой отряд дивизии принимал участие в ходе освобождения Евпатории, а в начале мая — Севастополя.
В наградном листе командир 13-го гвардейского стрелкового корпуса генерал-майор Чанчибадзе писал о Цаликове:

В должности командира 3-й гвардейской стрелковой дивизии показал себя хорошим стратегом и умелым полководцем. В трудных зимних условиях блестяще провёл марш дивизии, за что получил благодарность Наркома Обороны.
В мае был назначен на должность командира 13-го гвардейского стрелкового корпуса, который вскоре принял участие в ходе Шауляйской наступательной операции, во время которой 21 июля 1944 года генерал-майор Кантемир Александрович Цаликов погиб, подорвавшись на противотанковой мине. Похоронен в Витебске, однако в сентябре того же года его прах был перевезён во Владикавказ, где и был захоронен в Некрополе у Осетинской церкви.

## Награды
- Два ордена Красного Знамени;
- Орден Суворова 2-й степени;
- Орден Кутузова 2-й степени;
- Орден Отечественной войны 1-й степени;
- Орден Красной Звезды (1.06.1934);
- Медаль «За оборону Сталинграда» (31.01.1944)

## Память
- В честь К. А. Цаликова названа одна из улиц в Витебске[2].
- Именем генерал-майора Цаликова названа одна из улиц города Владикавказа.